# 15147 Зігфрід
15147 Зігфрід (15147 Siegfried) — астероїд головного поясу, відкритий 11 березня 2000 року.
Тіссеранів параметр щодо Юпітера — 3,163.